# Bellator 250
Bellator 250: Mousasi vs. Lima è stato un evento di arti marziali miste tenuto dalla Bellator MMA il 29 ottobre 2020 al Mohegan Sun Arena di Uncasville negli Stati Uniti.

## Risultati
|                                        | Divisione             |                |           |                | Metodo                                      | Round     | Tempo     | Premio    |
| Main card                              | Main card             | Main card      | Main card | Main card      | Main card                                   | Main card | Main card | Main card |
| -------------------------------------- | --------------------- | -------------- | --------- | -------------- | ------------------------------------------- | --------- | --------- | --------- |
| Sfida valida per il titolo di campione | Pesi medi             | Gegard Mousasi | batte     | Douglas Lima   | Decisione unanime (48–47, 49–46, 49–46)     | 5         | 5:00      |           |
|                                        | Pesi piuma            | Henry Corrales | batte     | Brandon Girtz  | Decisione non unanime (30–27, 27–30, 30–27) | 3         | 5:00      |           |
|                                        | Pesi medi             | Dalton Rosta   | batte     | Ty Gwerder     | Decisione unanime (30–27, 30–27, 30–27)     | 3         | 5:00      |           |
| Preliminary card                       |                       |                |           |                |                                             |           |           |           |
|                                        | Pesi massimi          | Jake Hager     | batte     | Brandon Calton | Decisione non unanime (29–28, 28–29, 29–28) | 3         | 5:00      |           |
|                                        | Pesi welter           | Sabah Homasi   | batte     | Bobby Voelker  | KO (ginocchiata saltata e pugni)            | 3         | 5:00      |           |
|                                        | Pesi medi             | Johnny Eblen   | batte     | Taylor Johnson | Decisione unanime (29–28, 30–27, 30–27)     | 3         | 5:00      |           |
|                                        | Catchweight (150 lbs) | Ádám Borics    | batte     | Erick Sanchez  | Decisione unanime (29–28, 30–27, 30–27)     | 3         | 5:00      |           |
|                                        | Pesi piuma            | Cody Law       | batte     | Orlando Ortega | Sottomissione (D'Arce choke)                | 1         | 2:41      |           |